# ヴァケスケ
『ヴァケスケ』は、2005年10月8日から2006年3月11日までフジテレビ系列で毎週土曜 23:00 - 23:28頃（『ブンブンサタデー』第1部）に放送されていたバラエティ番組である。

## 概要
くりぃむしちゅーの有田哲平と上田晋也がゲストと共に一日ロケを行い、様々な娯楽を体験するというもの。土曜深夜に放送されるということで、日曜日をバケーションとして楽しむための提案という意図が込められている。番組タイトル「ヴァケスケ」は "Vacation Schedule" を略したものである。
番組スタート当初は、有田と上田が別々にロケを行い、オンエア時には両名がスタジオでロケのVTRを見ながら随時コメントを挿むという形式だった。ロケでは、参加者が最初の集合場所・時間、必須の持ち物以外に、ロケ内容について予備知識を与えられず、移動中に随時ロケ参加者の携帯電話宛に送られるメールで今後のスケジュールを指示されていた。
2006年に入ってからは、ある有名人ゲストをもてなすという趣旨がメインとなり、有田・上田の両名が一緒に同じロケに参加する形になった。以後は有田がスケジュールを組み、上田やゲストたちは何が起こるのかを全く知らされない状態で参加していた。また、いつの間にか藤岡弘、が毎週登場するようになった。
なお、くりぃむしちゅーは2005年9月まで同じ枠で放送されていた『リチャードホール』の出演者でもある。

### ゲスト、ロケ内容
- 2005年10月8日／15日
  - 有田班：三船美佳、華原朋美（モーターパラグライダー）
  - 上田班：須藤理彩、矢口真里（ゲルマニウム温浴／地ビール）
- 2005年10月29日
  - 有田班：（無し）
  - 上田班：矢崎滋、篠原ともえ、藤田朋子、安めぐみ（タイムシェアで別荘購入）
- 2005年11月5日
  - 有田班：増田惠子、岩崎ひろみ、沢村一樹、中野美奈子（秋川渓谷でカレー作り）
  - 上田班：（次回予告のみ）
- 2005年11月19日
  - 有田班：（次回予告のみ）
  - 上田班：須藤理彩、三田村邦彦、保阪尚希、伊藤裕子（ノドグロ（= アカムツ）釣り）
- 2005年11月26日
  - 有田班：パンツェッタ・ジローラモ、船越英一郎、石川亜沙美、保田圭（ジローラモ指導のもとでイタリア人になろう）
  - 上田班：（無し） - この日のスタジオトークは有田欠席。その代わり、ゲストにジローラモが来る。
- 2005年12月3日 - この日は「有名人の休日スペシャル」と題し、下記ゲストが休日の案をプレゼンして有名人の参加希望者を募った。くりぃむしちゅー両名はロケバスで各ゲストのもとをまわってプレゼンを聞いた。
  - 假屋崎省吾と「軽井沢でこんこん休日（別荘予定地を訪問するなど）」
  - 小林麻央と「ハワイで空を舞う」
  - 藤岡弘、と「すさまじい安息（早朝4時に八ヶ岳へ集合し、野草を採って食べたり滝に打たれたりする）」
- 2005年12月10日
  - 有田班：早見優、堀ちえみ、松本伊代、内山信二（二酸化炭素注射やホットヨガで痩身）
  - 上田班：（無し）
- 2005年12月17日
  - 有田班：細川茂樹、パパイヤ鈴木、富田靖子、勝俣州和、YOU（ネイルアートやメガネで変身） - 有田班のロケ途中、上田が乱入。ただ、いきなり仕切り始め空気を凍りつかせてしまったため、早々に退散した。
  - 上田班：（無し）
- 2005年12月24日
  - 有田班：財前直見、水野真紀、木村佳乃（美人女優とクリスマスデート）
  - 上田班：（無し）
- 2006年1月7日 - この日は1時間スペシャルで、上田・有田の両名が故郷・熊本県に青木さやかを招いた。松野明美の家に押しかける。
- 2006年1月14日 - この日は前半に未公開VTR（青木さやか、小林麻央、中野美奈子、華原朋美・三船美佳、假屋崎省吾、藤岡弘、）および没VTR（叶美香のゴルフを楽しむ休日）の紹介、後半に新作として下記内容が放映された。
  - 有田班：（無し）
  - 上田班：蛭子能収、千野志麻、仁科仁美、山本太郎（大物アーティストえびすの休日：競艇、戸田公園で休憩、自宅でお好み焼き）
- 2006年1月21日 - くりぃむしちゅー両名が参加するロケ2本を放送。
  - 藤岡弘、吉川ひなの、ワッキー（ペナルティ）、中野美奈子（藤岡弘、に普通の休日を味わってもらう - ひなの御用達ランジェリーショップでおもてなし）
  - 三谷幸喜とスモークサーモン作りにチャレンジ
- 2006年1月28日
  - 藤岡弘、吉川ひなの、ワッキー、中野美奈子（藤岡弘、に普通の休日を味わってもらう・続編 - カラオケ、ひなのが運転する船で遊ぶ）
- 2006年2月4日 - くりぃむしちゅー両名が参加
  - 真島茂樹、クロちゃん（安田大サーカス）、眞鍋かをり、藤岡弘、（真島茂樹をもてなそう - ジェットコースター、お化け屋敷、雪山へ岩清水を汲みに行って藤岡お手製のコーヒーを飲む、クロちゃんの即興替え歌）
- 2006年2月11日 - くりぃむしちゅー両名が参加
  - 松野明美、鈴木紗理奈、城咲仁、竹山隆範、藤岡弘、（松野明美をもてなそう - マグロのにぎり寿司を食べる、高価なシャンパンで接待、藤岡お手製の焼き芋とコーヒーを喫食する）
- 2006年2月18日 - くりぃむしちゅー両名が参加
  - 次長課長、須藤理彩、藤岡弘、（次長課長に変わった乗り物に乗ってもらおう - セグウェイ、ファンカート）
- 2006年2月25日 - くりぃむしちゅー両名が参加
  - 山口もえ、久本雅美、細川茂樹、WAHAHA本舗（ポカスカジャンら）、港浩一フジテレビバラエティ制作センター室長、松村邦洋、ホリほか（久本雅美に豪華な模擬披露宴を体験してもらう・前編）
- 2006年3月4日 - くりぃむしちゅー両名が参加
  - 山口もえ、久本雅美、細川茂樹、WAHAHA本舗、松村邦洋、ホリ、久本朋子ほか（久本雅美に豪華な模擬披露宴を体験してもらう・後編）
- 2006年3月11日 - 総集編

## スタッフ
- ナレーター：鳥井美沙、堀井真吾（番組スタート時）、岡田マリア
- 構成：高須光聖
- AP （アシスタントプロデューサー）：田隝宗昭
- ディレクター：袰川斉、西田賢、永田修一
- 演出：竹内誠
- プロデューサー：関卓也
- チーフプロデューサー：清水宏泰
- 制作：フジテレビバラエティ制作センター